# 今日のウェブトゥーン
『今日のウェブトゥーン』（きょうのウェブトゥーン、原題：오늘의 웹툰）は、2022年7月29日から2022年9月17日までSBSで放送された韓国の連続テレビドラマである。原作は日本の漫画家松田奈緒子作の漫画『重版出来!』（じゅうはんしゅったい）で、日本で先にテレビドラマ化されていて2016年に放送されている（重版出来!#テレビドラマ参照）。

## 登場人物
オン・マウム
演 - キム・セジョン（元gugudan、元I.O.I）
NEONウェブトゥーン部の新入り契約社員。
ソク・ジヒョン
演 - チェ・ダニエル
副編集長でマウムの上司。
ク・ジュニョン
演 - ナム・ユンス
マウムの同期。